# Powiat Kaiserslautern
Powiat Kaiserslautern (niem. Landkreis Kaiserslautern) – powiat w niemieckim kraju związkowym Nadrenia-Palatynat. Siedzibą powiatu jest miasto Kaiserslautern.

## Podział administracyjny
Powiat Kaiserslautern składa się z:
- sześciu gmin związkowych (Verbandsgemeinde)

Verbandsgemeinde:
| Lp. | Nazwa                | Ludność (31.12.2009) | Powierzchnia km² | Liczba gmin |
| --- | -------------------- | -------------------- | ---------------- | ----------- |
| 1   | Bruchmühlbach-Miesau | 10.270               | 59,58            | 5           |
| 2   | Enkenbach-Alsenborn  | 19.682               | 142,36           | 8           |
| 3   | Landstuhl            | 26.508               | 150,35           | 12          |
| 4   | Otterbach-Otterberg  | 18.981               | 122,97           | 12          |
| 5   | Ramstein-Miesenbach  | 16.675               | 92,63            | 5           |
| 6   | Weilerbach           | 14.033               | 71,98            | 8           |

## Zmiany administracyjne
- 1 lipca 2019
  - połączenie gminy związkowej Kaiserslautern-Süd z gminą związkową Landstuhl w gminę związkową Landstuhl